# فابيان ريدر
فابيان ريدر (مواليد 16 فبراير 2002) هو لاعب كرة قدم سويسري يلعب في مركز خط الوسط في نادي يانغ بويز.

## وصلات خارجية
- فابيان ريدر على موقع الاتحاد الأوربي (الإنجليزية)
- فابيان ريدر على موقع قاعدة بيانات كرة القدم.إي يو (الإنجليزية)
- فابيان ريدر على موقع ناشيونال فوتبول تيمز (الإنجليزية)
- فابيان ريدر على موقع Soccerbase.com (لاعب) (الإنجليزية)
- فابيان ريدر على موقع Soccerway.com (الإنجليزية)
- فابيان ريدر على موقع عالم كرة القدم.نت (الإنجليزية)